# いとこのビニー
『いとこのビニー』（原題：My Cousin Vinny）は、1992年に公開されたアメリカのコメディ映画作品。
ジョー・ペシのガールフレンド役でマリサ・トメイがアカデミー助演女優賞を受賞した。

## あらすじ
西海岸の大学に転校が決まったニューヨーク大学の学生のビル（R・マッチオ）と友人のスタン（M・ホィットフィールド）は、大陸横断ドライブをしながら転校先へ行くことにしたが、途中アラバマ州のスーパーに買い物に寄った際、強盗殺人犯に間違われてしまう。そこでビルは、弁護士であるいとこのヴィニー（J・ペシ）をニューヨークから呼び、弁護を依頼するが、ヴィニーは今回初めて法廷に立つという新米だった。検察側には不利な証拠を次々と提示させられ、しかもブルックリン育ちのヴィニーは南部の田舎になじめず、ストレスはつのる一方。状況は最悪だった。ヴィニーは婚約者で天才的メカニックのモナ・リサ（M・トメイ）の助けを借りながら、絶対的アウェーの中、弁護士としての才能を開花させていく。

## キャスト
| 役名                                 | 俳優                           | 日本語吹替 |
| 役名                                 | 俳優                           | ソフト版   |
| ------------------------------------ | ------------------------------ | ---------- |
| ヴィニー・“ヴィンセント”・ガンビーニ | ジョー・ペシ                   | 青野武     |
| モナ・リサ・ヴィト                   | マリサ・トメイ                 | 佐々木優子 |
| サム・ティプトン                     | モーリー・チェイキン           | 島香裕     |
| ビル・ガンビーニ                     | ラルフ・マッチオ               | 関俊彦     |
| スタン・ローゼンスタイン             | ミッチェル・ホイットフィールド | 松本保典   |
| チェンバレン・ハラー判事             | フレッド・グウィン             | 家弓家正   |
| ジム・トロッター                     | レイン・スミス                 | 小林清志   |
| ファーリー保安官                     | ブルース・マッギル             |            |
| ジョン・ギボンズ                     | オースティン・ペンドルトン     | 池田勝     |
| ジョージ・ウィルバー                 | ジェームズ・レブホーン         | 峰恵研     |

## スタッフ
- 監督：ジョナサン・リン
- 脚本：デイル・ローナー
- 音楽：ランディ・エデルマン

## 備考
- マリサ・トメイはこの作品でアカデミー助演女優賞を受賞し、注目を集めた。
- 裁判官役のフレッド・グウィンは翌年死去し、最後の出演作品となった。